# Benhar
Benhar (em árabe: بن ھار) é uma cidade e comuna localizada na província de Djelfa, Argélia. Segundo o censo de 2008, a população total da cidade era de 17 207 habitantes.